# Kategorientheorie
Die Kategorientheorie oder die kategorielle Algebra ist ein Zweig der Mathematik, der Anfang der 1940er Jahre zuerst im Rahmen der Topologie entwickelt wurde; Saunders MacLane nennt seine 1945 in Zusammenarbeit mit Samuel Eilenberg entstandene „General Theory of Natural Equivalences“ (in Trans. Amer. Math. Soc. 58, 1945) die erste explizit kategorientheoretische Arbeit. Die Grundbegriffe dieser Theorie sind Kategorie, Funktor und natürliche Transformation. Um den letzteren Begriff zu präzisieren, wurden die ersten beiden ursprünglich eingeführt.
Die Kategorientheorie lässt sich, ähnlich wie die universelle Algebra, als allgemeine Theorie mathematischer Strukturen auffassen (klassische Strukturen sind z. B. Gruppen, Ringe, Moduln und topologische Räume). Dabei werden Eigenschaften mathematischer Strukturen allerdings nicht über Relationen zwischen Elementen der Trägermenge(n) definiert, sondern mittels Morphismen und Funktoren quasi über Vergleiche sowohl innerhalb von als auch zwischen Kategorien.

## Bedeutung
Diese Art der Abstraktion führt nicht nur zu einer Klärung grundlegender, theorieübergreifender Begriffe, sie ermöglicht es auch, erfolgreiche Methoden und Konzepte einer speziellen mathematischen Theorie auf andere Bereiche und Objektklassen zu übertragen.

Ein illustratives Beispiel liefert die Geschichte der homologischen Algebra, deren Methoden zuerst auf abelsche Gruppen beschränkt waren, dann auf Moduln über Ringen verallgemeinert wurden und schließlich, als Theorie der abelschen Kategorien, auf abelsche Garben übertragen wurden.
Die Kategorientheorie ist ebenso für Grundlagenfragen relevant. So bilden Topoi, kategorientheoretische Extrakte der Kategorie der Mengen, in der wichtige Eigenschaften von Mengen rein pfeiltheoretisch (d. h. über Morphismen) formuliert werden, eine Alternative zum axiomatischen mengentheoretischen Aufbau der Mathematik. Darüber hinaus spielt die Kategorientheorie in der Logik, der Theoretischen Informatik (Semantik von Programmiersprachen, Bereichstheorie, Graphgrammatiken) und der mathematischen Physik (topologische Quantenfeldtheorie) eine Rolle.
Aufgrund ihres hohen Grades an Abstraktion wird die Kategorientheorie gelegentlich – selbst von den Mathematikern, die sie entwickelten – als allgemeiner Unsinn bezeichnet.

## Definitionen

### Kategorie
Eine Kategorie {\displaystyle {\mathcal {C}}} besteht aus folgendem:
- Einer Klasse {\displaystyle \operatorname {Ob} ({\mathcal {C}})} von Objekten.
- Einer Klasse von sogenannten Pfeilen oder Morphismen. Ein Morphismus ist ein Element einer Klasse {\displaystyle \operatorname {Mor} _{\mathcal {C}}(X,Y),} die es zu jedem Paar {\displaystyle (X,Y)} von Objekten gibt (auch mit {\displaystyle \operatorname {Hom} _{\mathcal {C}}(X,Y)} , {\displaystyle [X,Y]_{\mathcal {C}}}, {\displaystyle {\mathcal {C}}(X,Y)} oder {\displaystyle (X,Y)_{\mathcal {C}}} bezeichnet). Diese Klassen sind paarweise disjunkt, d. h. kein Morphismus {\displaystyle f\in \operatorname {Mor} (X,Y)}, auch {\displaystyle f\colon X\to Y} geschrieben, ist Element einer anderen Morphismenklasse. {\displaystyle X} ist die Quelle eines Morphismus {\displaystyle f\in \operatorname {Mor} (X,Y)} und wird auch mit {\displaystyle \operatorname {dom} (f)} bezeichnet (von englisch domain), das Ziel {\displaystyle Y} mit {\displaystyle \operatorname {cod} (f)} (von co-domain).
- Verknüpfungsabbildungen

{\displaystyle {\begin{aligned}\operatorname {Mor} _{\mathcal {C}}(Y,Z)\times \operatorname {Mor} _{\mathcal {C}}(X,Y)&\longrightarrow \operatorname {Mor} _{\mathcal {C}}(X,Z)\\(g,f)&\longmapsto g\circ f,\end{aligned}}}
die im offensichtlichen Sinne assoziativ sind:
{\displaystyle (h\circ g)\circ f=h\circ (g\circ f),} sofern {\displaystyle \operatorname {cod} (f)=\operatorname {dom} (g)} und {\displaystyle \operatorname {cod} (g)=\operatorname {dom} (h)}.
(Gelegentlich wird das {\displaystyle \circ } weggelassen und {\displaystyle h\circ g} als {\displaystyle hg} angeschrieben.)
- einem Identitätsmorphismus {\displaystyle \operatorname {id} _{X}\colon X\to X} zu jedem Objekt {\displaystyle X}, der neutrales Element für die Verknüpfung mit Morphismen mit Quelle oder Ziel {\displaystyle X} ist, d. h. es gilt {\displaystyle \operatorname {id} _{X}\circ f=f}, falls {\displaystyle \operatorname {cod} (f)=X} ist, und {\displaystyle f\circ \operatorname {id} _{X}=f}, falls {\displaystyle \operatorname {dom} (f)=X}. Anstelle {\displaystyle \operatorname {id} _{X}} ist auch die Form {\displaystyle 1_{X}} gebräuchlich.

Die Klasse aller Morphismen wird auch mit {\displaystyle \operatorname {Ar} ({\mathcal {C}}),\operatorname {Fl} ({\mathcal {C}})} oder {\displaystyle \operatorname {Pf} ({\mathcal {C}})} bezeichnet (von englisch arrow, französisch flèche, deutsch Pfeil).

#### Unterkategorie
Eine Unterkategorie einer Kategorie {\displaystyle {\mathcal {C}}} ist eine Kategorie {\displaystyle {\mathcal {D}}}, so dass {\displaystyle \operatorname {Ob} ({\mathcal {D}})} eine Teilklasse von {\displaystyle \operatorname {Ob} ({\mathcal {C}})} ist und für je zwei Objekte {\displaystyle X} und {\displaystyle Y} in {\displaystyle {\mathcal {D}}} die Morphismenmenge {\displaystyle \operatorname {Mor} _{\mathcal {D}}(X,Y)} Teilmenge von {\displaystyle \operatorname {Mor} _{\mathcal {C}}(X,Y)} ist. Sind die Morphismenmengen von {\displaystyle {\mathcal {D}}} gleich denen von {\displaystyle {\mathcal {C}}}, ist {\displaystyle {\mathcal {D}}} eine volle Unterkategorie. Eine volle Unterkategorie ist schon durch die Angabe der Objekte bestimmt.

#### Duale Kategorie
Die duale Kategorie {\displaystyle {\mathcal {C}}^{\mathrm {op} }} zu einer Kategorie {\displaystyle {\mathcal {C}}} ist die Kategorie mit {\displaystyle \operatorname {Ob} ({\mathcal {C}}^{\mathrm {op} })=\operatorname {Ob} ({\mathcal {C}})} und
{\displaystyle \operatorname {Mor} _{{\mathcal {C}}^{\mathrm {op} }}(X,Y)=\operatorname {Mor} _{\mathcal {C}}(Y,X)}.
Die Verknüpfungsabbildungen und Identitätsmorphismen sind dieselben wie in {\displaystyle {\mathcal {C}}}.
Anschaulich gesagt, zeigen in {\displaystyle {\mathcal {C}}^{\mathrm {op} }} alle Pfeile in die andere Richtung.
Die Kategorie {\displaystyle ({\mathcal {C}}^{\mathrm {op} })^{\mathrm {op} }} ist gleich {\displaystyle {\mathcal {C}}}.

#### Produktkategorie
Die Produktkategorie {\displaystyle {\mathcal {C}}\times {\mathcal {D}}} zu zwei Kategorien {\displaystyle {\mathcal {C}}} und {\displaystyle {\mathcal {D}}} ist die Kategorie, deren Objekte genau die Paare {\displaystyle (X,Y)} mit {\displaystyle X\in \operatorname {Ob} ({\mathcal {C}})} und {\displaystyle Y\in \operatorname {Ob} ({\mathcal {D}})} sind und deren Morphismen gegeben sind durch
{\displaystyle \operatorname {Mor} _{{\mathcal {C}}\times {\mathcal {D}}}{\bigl (}(X,Y),(X',Y'){\bigr )}=\operatorname {Mor} _{\mathcal {C}}(X,X')\times \operatorname {Mor} _{\mathcal {D}}(Y,Y')}.
Die Verknüpfung von Morphismen geschieht komponentenweise, d. h. {\displaystyle (f,g)\circ (f',g')=(f\circ f',g\circ g')}, und es ist {\displaystyle \operatorname {id} _{(X,Y)}=(\operatorname {id} _{X},\operatorname {id} _{Y})}.

### Funktor
Ein (kovarianter) Funktor ist eine strukturverträgliche Abbildung zwischen Kategorien. Ein Funktor {\displaystyle F} von einer Kategorie {\displaystyle {\mathcal {C}}} in eine Kategorie {\displaystyle {\mathcal {D}}} besteht aus den folgenden Daten:
- eine Zuordnung {\displaystyle F\colon \operatorname {Ob} ({\mathcal {C}})\to \operatorname {Ob} ({\mathcal {D}})}
- Abbildungen {\displaystyle F\colon \operatorname {Mor} _{\mathcal {C}}(X,Y)\to \operatorname {Mor} _{\mathcal {D}}(F(X),F(Y))} für je zwei Objekte {\displaystyle X}, {\displaystyle Y} von {\displaystyle {\mathcal {C}}}.

Die Abbildungen zwischen den Morphismenmengen müssen folgende Eigenschaften haben:
- Sie sind kompatibel mit Verknüpfungen, d. h. {\displaystyle F(f\circ g)=F(f)\circ F(g)}.
- Sie erhalten Identitätsmorphismen: {\displaystyle F(\operatorname {id} _{X})=\operatorname {id} _{F(X)}}.

Ein kontravarianter Funktor (oder Kofunktor) von {\displaystyle {\mathcal {C}}} nach {\displaystyle {\mathcal {D}}} ist ein Funktor {\displaystyle {\mathcal {C}}^{\operatorname {op} }\to {\mathcal {D}}}. Äquivalent dazu ist die Beschreibung wie oben, mit den folgenden Unterschieden:
- Die Abbildungen auf den Morphismenmengen gehen von {\displaystyle \operatorname {Mor} _{\mathcal {C}}(X,Y)} nach {\displaystyle \operatorname {Mor} _{\mathcal {D}}(F(Y),F(X))}.
- Die Kompatibilität mit den Verknüpfungen lautet {\displaystyle F(f\circ g)=F(g)\circ F(f)}.

Ein Funktor {\displaystyle F\colon {\mathcal {C}}\to {\mathcal {C}}} von einer Kategorie in sie selbst heißt Endofunktor.
Sind {\displaystyle {\mathcal {C}},{\mathcal {D}},{\mathcal {E}}} Kategorien und {\displaystyle F\colon {\mathcal {C}}\to {\mathcal {D}}} sowie {\displaystyle G\colon {\mathcal {D}}\to {\mathcal {E}}} ko- oder kontravariante Funktoren, so ist die Verkettung {\displaystyle G\circ F} (auch {\displaystyle GF} geschrieben), die formal durch
{\displaystyle (G\circ F)(X)=G(F(X)),\quad (G\circ F)(f)=G(F(f))}
für Objekte {\displaystyle X} und Morphismen {\displaystyle f} definiert ist, ein Funktor {\displaystyle {\mathcal {C}}\to {\mathcal {E}}}. {\displaystyle G\circ F} ist genau dann kovariant, wenn {\displaystyle F} und {\displaystyle G} beide ko- oder beide kontravariant sind, andernfalls kontravariant.

### Natürliche Transformation
Natürliche Transformationen sind eine Art Abbildung zwischen „parallelen“ Funktoren. Es wird von Funktoren {\displaystyle F} und {\displaystyle G} ausgegangen, die beide von derselben Kategorie {\displaystyle {\mathcal {C}}} in dieselbe Kategorie {\displaystyle {\mathcal {D}}} gehen. Eine natürliche Transformation {\displaystyle t} von {\displaystyle F} nach {\displaystyle G} enthält für jedes Objekt {\displaystyle X} von {\displaystyle {\mathcal {C}}} einen Morphismus {\displaystyle t_{X}\colon F(X)\to G(X)}, genannt Komponente von {\displaystyle t} bei {\displaystyle X}. Dabei muss für jeden Morphismus {\displaystyle f\colon X\to Y} zwischen Objekten von {\displaystyle {\mathcal {C}}} das folgende Diagramm kommutieren:
{\displaystyle {\begin{array}{rcl}F(X)&{\xrightarrow[{}]{F(f)}}&F(Y)\\t_{X}\!\downarrow &&\downarrow \!t_{Y}\\G(X)&{\xrightarrow[{G(f)}]{}}&G(Y)\\\end{array}}}
Als Formel bedeutet das: {\displaystyle t_{Y}\circ F(f)=G(f)\circ t_{X}}.
Natürlich äquivalent sind zwei Funktoren {\displaystyle F} und {\displaystyle G} von {\displaystyle {\mathcal {C}}} nach {\displaystyle {\mathcal {D}}}, wenn es natürliche Transformationen {\displaystyle t\colon F\to G} und {\displaystyle u\colon G\to F} gibt, so dass {\displaystyle tu} und {\displaystyle ut} jeweils die Identität sind. Anders formuliert: Natürliche Äquivalenz ist der Isomorphiebegriff in der Funktorkategorie. Eine natürliche Transformation {\displaystyle t} ist eine natürliche Äquivalenz genau dann, wenn jede Komponente {\displaystyle t_{X}} ein Isomorphismus ist, man nennt {\displaystyle t} daher auch einen natürlichen Isomorphismus.
Äquivalenz von Kategorien: Ein Funktor {\displaystyle F\colon {\mathcal {C}}\to {\mathcal {D}}} heißt eine Äquivalenz von Kategorien, wenn es einen Funktor {\displaystyle G\colon {\mathcal {D}}\to {\mathcal {C}}} gibt, so dass {\displaystyle FG} und {\displaystyle GF} jeweils natürlich äquivalent zur Identität von {\displaystyle {\mathcal {D}}} bzw. {\displaystyle {\mathcal {C}}} sind. Äquivalenzen von Kategorien sind genau die volltreuen, wesentlich surjektiven Funktoren.

## Beispiele

### Kategorien
Hinweis: Die Bezeichnungen für spezielle Kategorien sind in der Literatur extrem uneinheitlich. Oft wird eine Beschreibung der Kategorie in runde oder geschweifte Klammern gesetzt, z. B. (Gruppen), oder unterstrichen.
- Die Kategorie Set, Ens bzw. Me[3] (von engl. set, franz. ensemble, deutsch Menge) ist die Kategorie der Mengen. Die Kategorie besteht aus der Klasse {\displaystyle \operatorname {Ob} (\mathbf {Set} )}, die alle Mengen enthält, und die Morphismenmenge enthält genau die Abbildungen von {\displaystyle X} nach {\displaystyle Y}, d. h. {\displaystyle \operatorname {Mor} _{\mathbf {Set} }(X,Y)=Y^{X}.} Die Verknüpfung zweier Morphismen ist die Verkettung der Abbildungen.

- PoSet oder Pos wird die Kategorie der halbgeordneten Mengen (Objekte) und monotonen Abbildungen (Morphismen) genannt.

- Top bezeichnet die Kategorie der topologischen Räume (Objekte) und stetigen Abbildungen (Morphismen). Eine interessante Unterkategorie ist beispielsweise die volle Unterkategorie KHaus der kompakten Hausdorffräume.

- die Kategorie Grp oder Gr der Gruppen mit den Gruppenhomomorphismen als Morphismen; weiter die volle Unterkategorie AbGrp der abelschen Gruppen, die sehr konsequent auch mit Ab bezeichnet wird.

- die Kategorie NLinSp der normierten linearen Räume mit den stetigen (=beschränkten) linearen Abbildungen. Unterkategorien sind z. B. die Banachräume mit stetigen linearen Abbildungen (BanSp1), die Banachräume mit stetigen normreduzierenden Abbildungen (BanSp2), oder kommutative komplexe Banachalgebren mit Einheit und normreduzierenden Algebrenhomomorphismen (CBanAlg).

- Die Kategorie der kleinen Kategorien Cat oder Kat: Eine Kategorie heißt klein, wenn die Klasse ihrer Morphismen eine Menge ist. Die Objekte von Cat sind die kleinen Kategorien und die Morphismen sind die Funktoren. (Die Beschränkung auf kleine Kategorien ist aus mengentheoretischen Gründen nötig.)

- Eine Menge mit einer Halbordnung {\displaystyle (X,\leq )} bestimmt eine Kategorie: Objekte sind die Elemente der Menge, und {\displaystyle \operatorname {Mor} (a,b)} habe genau ein Element (z. B. das geordnete Paar {\displaystyle (a,b)}), falls {\displaystyle a\leq b}, und sei andernfalls leer.

- Ist hierbei {\displaystyle X} leer, ergibt sich eine Kategorie ganz ohne Objekte und Morphismen. Sie wird mit {\displaystyle \mathbf {0} } bezeichnet und heißt die initiale oder leere Kategorie. Die Benennung rührt daher, dass {\displaystyle \mathbf {0} } initiales Objekt in Cat ist.

- Ist dagegen {\displaystyle X} einelementig, ergibt sich eine Kategorie {\displaystyle \mathbf {1} }, die aus genau einem Objekt und dessen Identitätsmorphismus besteht. Sie wird finale oder terminale Kategorie genannt, was dadurch motiviert ist, dass {\displaystyle \mathbf {1} } finales Objekt in Cat ist.

- Sind {\displaystyle {\mathcal {C}}} und {\displaystyle {\mathcal {D}}} Kategorien, so kann man die Funktorkategorie {\displaystyle \operatorname {Mor} ({\mathcal {C}},{\mathcal {D}})} bilden: Objekte sind Funktoren von {\displaystyle {\mathcal {C}}} nach {\displaystyle {\mathcal {D}}}, Morphismen sind natürliche Transformationen.

- Ist {\displaystyle {\mathcal {C}}} eine Kategorie und {\displaystyle S} ein Objekt von {\displaystyle {\mathcal {C}}}, so ist die Kategorie {\displaystyle {\mathcal {C}}/S} der Objekte über {\displaystyle S} wie folgt definiert: Objekte von {\displaystyle {\mathcal {C}}/S} sind Morphismen in {\displaystyle {\mathcal {C}}} mit Ziel {\displaystyle S}, und Morphismen von {\displaystyle {\mathcal {C}}/S} sind Morphismen von {\displaystyle {\mathcal {C}}}, die mit den „Strukturmorphismen“ nach {\displaystyle S} verträglich sind, d. h. sind {\displaystyle f\colon X\to S} und {\displaystyle g\colon Y\to S} zwei Objekte von {\displaystyle {\mathcal {C}}/S}, so sind Morphismen von {\displaystyle (X,f)} nach {\displaystyle (Y,g)} in {\displaystyle {\mathcal {C}}/S} die Morphismen {\displaystyle h} von {\displaystyle X} nach {\displaystyle Y}, für die {\displaystyle gh=f} gilt.

- Umgekehrt sei * ein fester einpunktiger topologischer Raum. Dann ist die Kategorie der topologischen Räume unter * isomorph zur Kategorie Top* der punktierten topologischen Räume.

Die meisten der oben genannten Beispiele sind so geartet (oder lassen sich leicht dahingehend anpassen), dass die Objekte Mengen zusammen mit einer Zusatzstruktur sind, die Morphismen Abbildungen, die mit dieser Struktur verträglich sind, und die Verknüpfung von Morphismen die Hintereinanderausführung von Abbildungen ist. Man spricht in diesem Fall von einer konkreten Kategorie.
Es ist jedoch nicht jede Kategorie konkret oder auch nur äquivalent zu einer konkreten Kategorie (d. h. konkretisierbar).
Nicht konkretisierbar sind beispielsweise (ohne Beweis):
- Die Homotopie-Kategorie HoTop bzw. hTop mit topologischen Räumen als Objekten und Homotopieklassen stetiger Abbildungen als Morphismen.

- Die Kategorie der kleinen Kategorien, allerdings mit den natürlichen Äquivalenzklassen von Funktoren als Morphismen.

### Funktoren
Meist gibt man für Funktoren nur die Zuordnung der Objekte an, wenn die Abbildungen auf den Morphismenmengen daraus leicht zu ersehen sind.
- Für ein Objekt {\displaystyle T} einer Kategorie {\displaystyle {\mathcal {C}}} ist die Zuordnung

{\displaystyle X\mapsto \operatorname {Mor} _{\mathcal {C}}(T,X)}
ein (kovarianter) Funktor {\displaystyle {\mathcal {C}}\to \mathbf {Set} }. Der Funktor
{\displaystyle X\mapsto \operatorname {Mor} _{\mathcal {C}}(X,T)}
ist kontravariant. Hierzu siehe auch Hom-Funktor.
- Es sei {\displaystyle K} ein Körper und {\displaystyle \mathrm {Vekt} _{K}} die Kategorie der Vektorräume über {\displaystyle K} mit den {\displaystyle K}-linearen Abbildungen als Morphismen. Es sei nun ein kontravarianter Funktor

{\displaystyle D\colon \mathrm {Vekt} _{K}\to \mathrm {Vekt} _{K}}
wie folgt definiert:
- Für ein Objekt {\displaystyle V} ist {\displaystyle D(V)=V^{*}=\mathrm {Hom} _{K}(V,K)} der Dualraum von {\displaystyle V.}
- Für eine lineare Abbildung {\displaystyle f\colon V\to W} ist

{\displaystyle D(f)\colon W^{*}\to V^{*},\quad \lambda \mapsto \lambda \circ f.}
Man überprüft leicht, dass {\displaystyle D(f\circ g)=D(g)\circ D(f)} und {\displaystyle D(\mathrm {id} _{V})=\mathrm {id} _{V^{*}}} gilt.
- {\displaystyle \mathrm {G} _{m}\colon \mathrm {(Ringe)} \to \mathrm {(Gruppen)} }: ordnet einem unitären Ring seine Gruppe der Einheiten zu. Allgemeiner: {\displaystyle \mathrm {GL} _{n}\colon \mathrm {(Ringe)} \to \mathrm {(Gruppen)} }: ordnet einem Ring die Gruppe der invertierbaren {\displaystyle (n\times n)}-Matrizen zu.
- Die Fundamentalgruppe ist ein Funktor {\displaystyle \mathbf {Top} ^{*}\to \mathbf {Grp} }, von der Kategorie der punktierten topologischen Räume (die Punktierung gibt den Basispunkt an) in die Kategorie der Gruppen; die höheren Homotopiegruppen sind Funktoren {\displaystyle \mathbf {Top} ^{*}\to \mathbf {Ab} }; die Homologiegruppen sind Funktoren {\displaystyle \mathbf {Top} \to \mathbf {Ab} }; die Kohomologiegruppen sind kontravariante Funktoren {\displaystyle \mathbf {Top} \to \mathbf {Ab} }.
- Vergissfunktoren: Es gibt offensichtliche Funktoren {\displaystyle \mathbf {Ab} \to \mathbf {Set} }, {\displaystyle \mathbf {Ab} \to \mathbf {Grp} }, {\displaystyle \mathbf {Top} \to \mathbf {Set} } usw., die einfach einen Teil der Struktur „vergessen“, d. h. einer abelschen Gruppe die zugrundeliegende Menge, einer abelschen Gruppe sich selbst (aber ohne die Information, dass sie abelsch ist), einem topologischen Raum die zugrundeliegende Menge usw. zuordnen.
- „Freie“ Konstruktionen, hier freie abelsche Gruppe: Jeder Menge {\displaystyle S} kann man die abelsche Gruppe {\displaystyle F(S):=\{a\colon S\to \mathbb {Z} ~|~a(s)\neq 0~{\text{fuer hoechstens endlich viele}}~s\in S\}} (mit punktweiser Addition) zuordnen. Zusammen mit offensichtlichen Zuordnungen für Abbildungen, nämlich {\displaystyle F(f)\colon a\mapsto t\mapsto \sum _{s\in f^{-1}(t)}a(s)}, ergibt sich ein Funktor von {\displaystyle \mathbf {Set} } nach {\displaystyle \mathbf {Ab} }. Es gibt dann eine kanonische Isomorphie {\displaystyle \operatorname {Mor} _{\mathbf {Set} }(S,V(A))\cong \operatorname {Mor} _{\mathbf {Ab} }(F(S),A)}, wobei {\displaystyle V} der Vergissfunktor ist. Man sagt, {\displaystyle F} ist (links-)adjungierter Funktor zu {\displaystyle V}. Ähnliche Konstrukte existieren für viele Vergissfunktoren.
- Funktoren zwischen Kategorien, die von halbgeordneten Mengen bestimmt werden (s. o.), sind gerade monotone Abbildungen.

### Natürliche Transformationen
- Die Bezeichnungen seien wie im Beispiel des Funktors „Dualraum“ oben. Die Abbildungen

{\displaystyle \tau _{V}\colon V\to V^{**},\quad v\mapsto (\lambda \mapsto \lambda (v))}
eines Vektorraumes in seinen Bidualraum bilden eine natürliche Transformation
{\displaystyle \tau \colon \mathrm {id} _{\mathrm {Vekt} _{K}}\to D\circ D.}
Auf der vollen Unterkategorie der endlichdimensionalen Vektorräume ist {\displaystyle \tau } eine natürliche Äquivalenz.
- {\displaystyle \det \colon \mathrm {GL} _{n}\to \mathrm {G} _{m}}: Für einen Ring {\displaystyle R} ist {\displaystyle \det _{R}} der Gruppenhomomorphismus {\displaystyle \mathrm {GL} _{n}(R)\to R^{\times }}, die Determinante.
- Die Hurewicz-Abbildung

{\displaystyle \pi _{k}(X)\to H_{k}(X,\mathbb {Z} )}
- Das Cupprodukt in der Kohomologie.
- Die Abelisierung einer Gruppe

{\displaystyle G\to G^{\mathrm {a} b}:=G/[G,G]}

## Yoneda-Lemma und universelle Konstruktionen
Universelle Konstruktionen übertragen einfache Begriffe aus der Kategorie der Mengen auf beliebige Kategorien.

### Das Yoneda-Lemma
Es sei {\displaystyle {\mathcal {C}}} eine Kategorie. Der Funktor
{\displaystyle h\colon {\mathcal {C}}\to \mathbf {Mor} ({\mathcal {C}}^{\mathrm {op} },\mathbf {Set} ),}
der einem Objekt {\displaystyle X} den Funktor
{\displaystyle h_{X}\colon T\mapsto \mathrm {Mor} _{\mathcal {C}}(T,X)}
zuordnet, ist volltreu. Allgemeiner gilt für Objekte {\displaystyle X} von {\displaystyle {\mathcal {C}}} und {\displaystyle F} von {\displaystyle \mathrm {Mor} ({\mathcal {C}}^{\mathrm {op} },\mathrm {Set} )}:
{\displaystyle \mathrm {Mor} _{\mathbf {Mor} ({\mathcal {C}}^{\mathrm {op} },\mathbf {Set} )}(h_{X},F)=F(X)};
einer natürlichen Transformation {\displaystyle t\colon h_{X}\mapsto F} wird dabei {\displaystyle t_{X}(\operatorname {id} _{X})} zugeordnet (man beachte {\displaystyle h_{X}(X)=\mathrm {Mor} _{\mathcal {C}}(X,X)}).

### Strukturtransfer
Das Yoneda-Lemma erlaubt es, Begriffe, die aus der Kategorie der Mengen geläufig sind, auf beliebige Kategorien zu übertragen. Beispielsweise kann man ein Produkt von Objekten {\displaystyle X_{i}} definieren als ein Objekt {\displaystyle P}, für das {\displaystyle h(P)} objektweise das kartesische Produkt der {\displaystyle h(X_{i})} ist, d. h., dass
{\displaystyle \mathrm {Mor} (T,P)\cong \prod \mathrm {Mor} (T,X_{i})}
gilt; dabei meint {\displaystyle \cong } eine natürliche Äquivalenz von Funktoren in {\displaystyle T}. Diese Äquivalenz liefert für {\displaystyle T=P} als Entsprechung von {\displaystyle \operatorname {id} _{P}} auch Morphismen {\displaystyle \operatorname {pr} _{i}\colon P\to X_{i}}.
Das Yoneda-Lemma zeigt dann, dass {\displaystyle P} bis auf kanonische Isomorphie eindeutig bestimmt ist: sind {\displaystyle \mathrm {Mor} (\_,P)} und {\displaystyle \mathrm {Mor} (\_,Q)} via {\displaystyle t} natürlich äquivalente Funktoren, so sind {\displaystyle P} und {\displaystyle Q} via {\displaystyle t_{P}(\operatorname {id} _{P})} isomorph.
„Universell“ ist dieses kategorielle Produkt in dem folgenden Sinn: wann immer man Abbildungen {\displaystyle f_{i}\colon T\to X_{i}} gegeben hat, kommen diese von den universellen Abbildungen {\displaystyle \operatorname {pr} _{i}\colon P\to X_{i}} her, d. h. es gibt eine Abbildung {\displaystyle c\colon T\to P}, so dass {\displaystyle f_{i}=\operatorname {pr} _{i}~c} gilt.
Außerdem kann man zu jeder derart gewonnenen Konstruktion die duale Konstruktion bilden (meist durch eine Vorsilbe „Ko“ gekennzeichnet), indem man zur dualen Kategorie übergeht. Beispielsweise ist das Koprodukt von Objekten {\displaystyle X_{i}} in einer Kategorie {\displaystyle {\mathcal {C}}} dasselbe wie das Produkt derselben Objekte {\displaystyle X_{i}} in der dualen Kategorie {\displaystyle {\mathcal {C}}^{\mathrm {op} }}.
Entsprechend können auch Eigenschaften von Mengenabbildungen auf beliebige Kategorien übertragen werden: beispielsweise ist ein Morphismus {\displaystyle X\to Y} ein Monomorphismus, wenn {\displaystyle h(X)\to h(Y)} objektweise injektiv ist.

### Spezielle universelle Konstruktionen bzw. Begriffe
- Produkt und Koprodukt
- Anfangsobjekte und Endobjekte
- Differenzkern und Differenzkokern
- Faserprodukt und Pushout
- allgemein Limites bzw. Kolimites
- injektive und projektive Objekte
- adjungierte Funktoren
- 2-Kategorie